# Gornji Vukojevac
Gornji Vukojevac is een plaats in de gemeente Lekenik in de Kroatische provincie Sisak-Moslavina. De plaats telt 75 inwoners (2001).